# Fuente de la Aurora
La fuente de la Aurora (en catalán: Font de l'Aurora) es un monumento escultórico situado inicialmente en los Jardinets de Gràcia de Barcelona, y posteriormente desmontado y disgregado en varias piezas repartidas entre el Turó Park, la avenida de Vallcarca, el paseo de Santa Madrona, la plaza de Joaquim Folguera y el Zoo de Barcelona. Fue realizada por Joan Borrell i Nicolau en 1929, en un estilo clasicista de corte algo académico, cercano al novecentismo de moda en aquella época.

## Historia
La fuente de la Aurora fue concebida como elemento ornamental para decorar los Jardinets de Gràcia —actualmente jardines de Salvador Espriu—, situados en la parte superior del paseo de Gracia, entre la plaza del Cinco de Oros —confluencia de este paseo con la avenida Diagonal— y la de Nicolás Salmerón, donde da comienzo la calle Mayor de Gracia. Estos jardines fueron realizados en el contexto de la Exposición Internacional de 1929 por Nicolau Maria Rubió i Tudurí, director de Parques y jardines de Barcelona, para servir de enlace de conexión entre el paseo de Gracia y el barrio de Gracia, anteriormente una villa que ya había sido anexionada a la ciudad de Barcelona en 1897.
Para su inauguración, el 13 de julio de 1929, se colocó la fuente de la Aurora, un grupo escultórico situado sobre un estanque, obra de Joan Borrell i Nicolau. Constaba de una figura central, Minerva, de pie sobre una barca, que sujetaba dos cuadrigas tiradas cada una por dos caballos, una dirigida por Helios (el sol), y otra por Selene (la luna), rodeado por unas columnas rematadas con águilas. En el parterre adyacente debían figurar dos grupos dedicados a Diana cazadora, uno con una imagen de la diosa con unas ninfas, y otro con un ciervo herido por las flechas de la diosa cazadora rodeado por unos perros de caza; sin embargo, solo se llegó a hacer el primero de ellos, con las figuras de Diana cazadora, Ninfa despertándose y Ninfa que se peina.
La obra no gustó a los vecinos, especialmente porque se situó de cara a la Diagonal, por lo que daba la espalda al barrio de Gracia. Así pues, en 1931 la obra fue desmontada y guardada en un almacén municipal. Algunos años más tarde, algunas de sus piezas fueron colocadas de forma separada en otros lugares de la ciudad: uno de los carros, el de Helios, fue instalado en 1934 en el Turó Park; una de las ninfas, titulada Ninfa que se peina, se situó en la plaza Joaquim Folguera en 1968; las águilas fueron ubicadas en el Zoo de Barcelona en 1969; la figura de Minerva fue colocada en 2003 en el paseo de Santa Madrona, en Montjuic, en una hornacina del Instituto Cartográfico de Cataluña; y la figura de Selene fue colocada en 2014 en la avenida de Vallcarca, cerca de la plaza de Lesseps. Por otro lado, las figuras de Diana cazadora y Ninfa despertándose quedaron en la colección particular de la familia Borrell Nicolau.

## Descripción
En la actualidad, del conjunto original quedan los siguientes elementos:
- Cuadriga de Helios, en el Turó Park, emplazamiento en el que está desde 1934. Está compuesto por un carro tirado por dos caballos erguidos sobre sus patas traseras, y guiado por la figura de Helios, dios del sol. Dañada durante la Guerra Civil, fue restaurada en 1940.[6]
- Ninfa que se peina, en la plaza Joaquim Folguera, donde fue colocada en 1968. Se trata de una ninfa recostada en actitud de peinarse el cabello con las manos, en una posición un poco forzada y violenta —motivo por el que es popularmente conocida como El Retortijo—. Tras su retirada de la ubicación original fue colocada en el Turó Park, junto a la cuadriga de Helios, pero en 1968 fue trasladada a su emplazamiento actual.[7]
- Águilas, en el Zoo de Barcelona desde 1969. En la obra original había cuatro águilas apoyadas sobre columnas, una con las alas cerradas, otra a medio abrir y dos con las alas extendidas. Guardadas en un almacén tras su retiro de Gracia, tres de ellas fueron recuperadas por Antoni Jonch, director del Zoo de Barcelona, que las situó en una réplica de las montañas de Montserrat situada cerca de la entrada del parque zoológico; la cuarta probablemente sería fundida junto a la cuadriga desaparecida. Según otra versión, de la fuente serían dos águilas, mientras que la tercera provendría de la Fuente del Águila situada en el paseo de los Olmos del parque de la Ciudadela.[8]
- Minerva, en paseo de Santa Madrona 49-51, situada en esta ubicación desde 2003. Representa a la diosa romana de la sabiduría, las artes y las técnicas de la guerra —equivalente a la Atenea griega—, situada de pie en postura de contrapposto, vestida con un peplo y tocada con un casco. Tras su retirada de Gracia fue colocada temporalmente en el parque de la Ciudadela, hasta que fue guardada en un almacén municipal, para ser finalmente recuperada en 2003 para decorar una hornacina vacía de la fachada del Instituto Cartográfico de Cataluña.[9]
- Selene, colocada en 2014 en la avenida de Vallcarca, cerca de la plaza de Lesseps. Se trata de la otra cuadriga del conjunto, aunque sin los caballos del carro, que fueron fundidos en la posguerra para aprovechar el bronce. La figura representa a Selene (la luna), en forma de joven vestida con túnica y una cinta en la cabeza que le sujeta el pelo, de pie sobre el carro con una pierna adelantada en actitud de contrapposto, y con la cabeza girada hacia la izquierda. La muchacha es robusta, como solía ser habitual en las figuras de Borrell. Le faltan dos dedos de la mano izquierda. La estatua se halla sobre una base elaborada para su colocación en 2014 por Josep Peraire.[10]
- Diana cazadora y Ninfa despertándose, en la colección particular de la familia Borrell Nicolau.

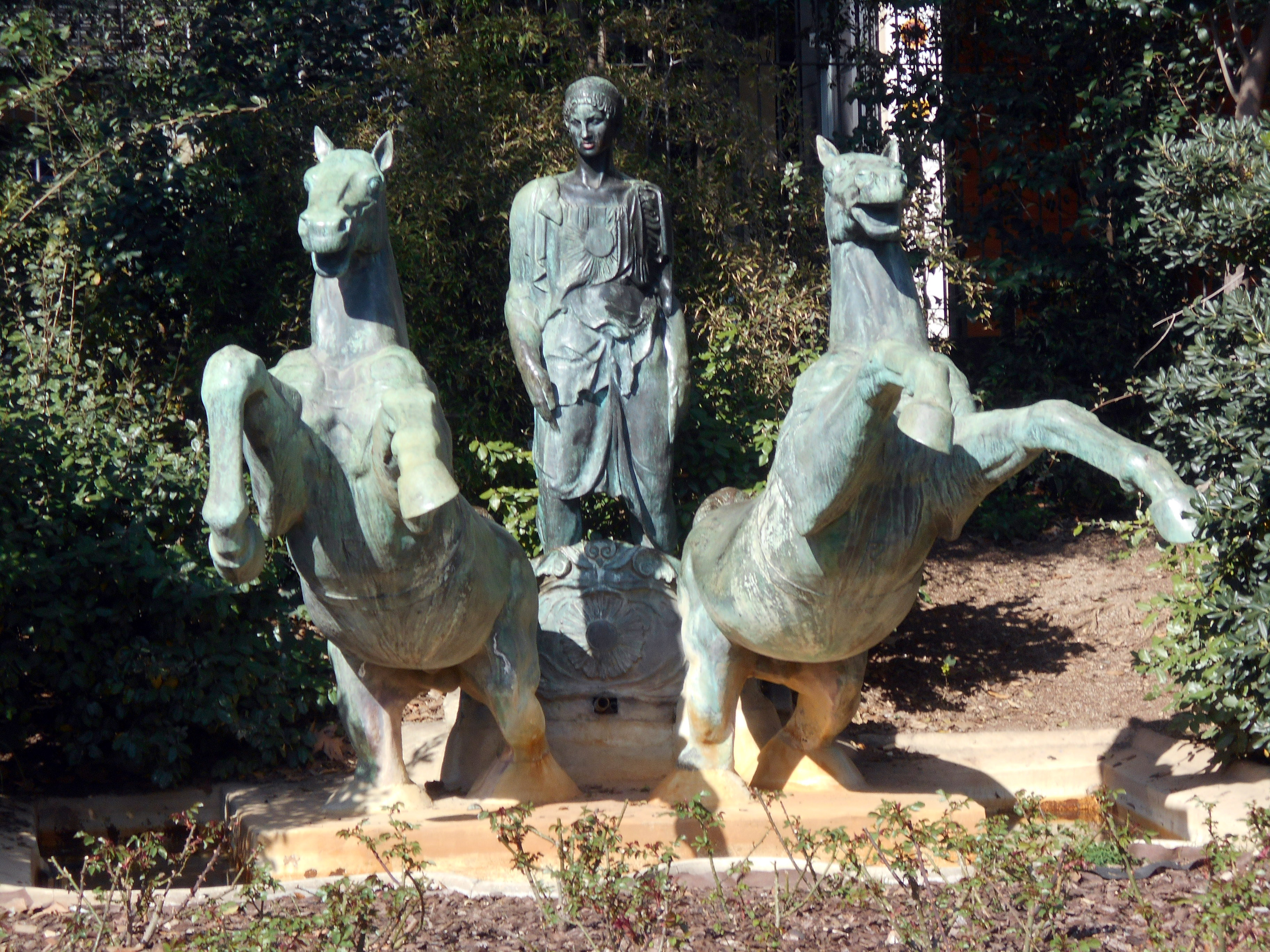
Cuadriga de Helios, Turó Park.
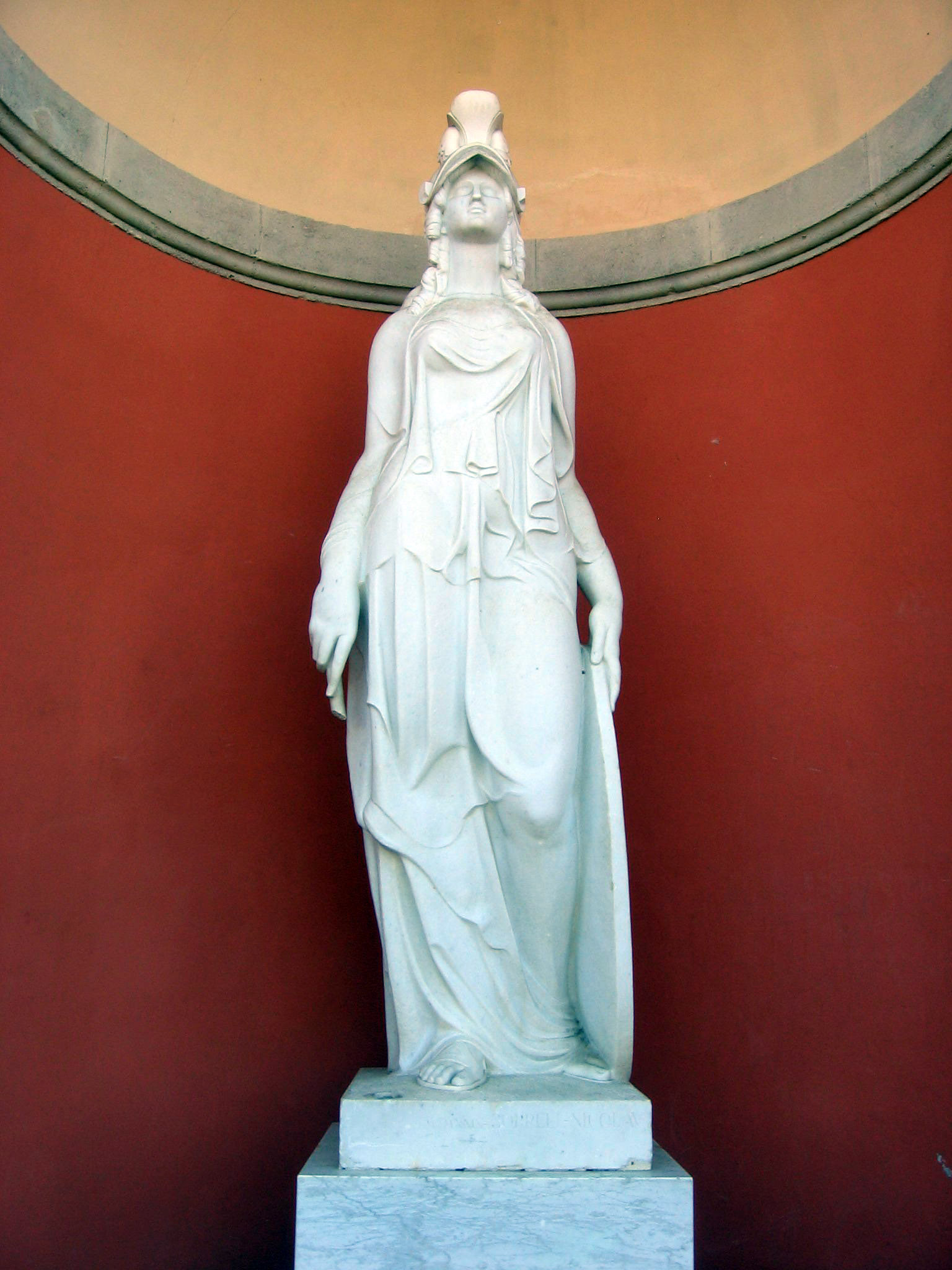
Minerva, paseo de Santa Madrona, Montjuïc.
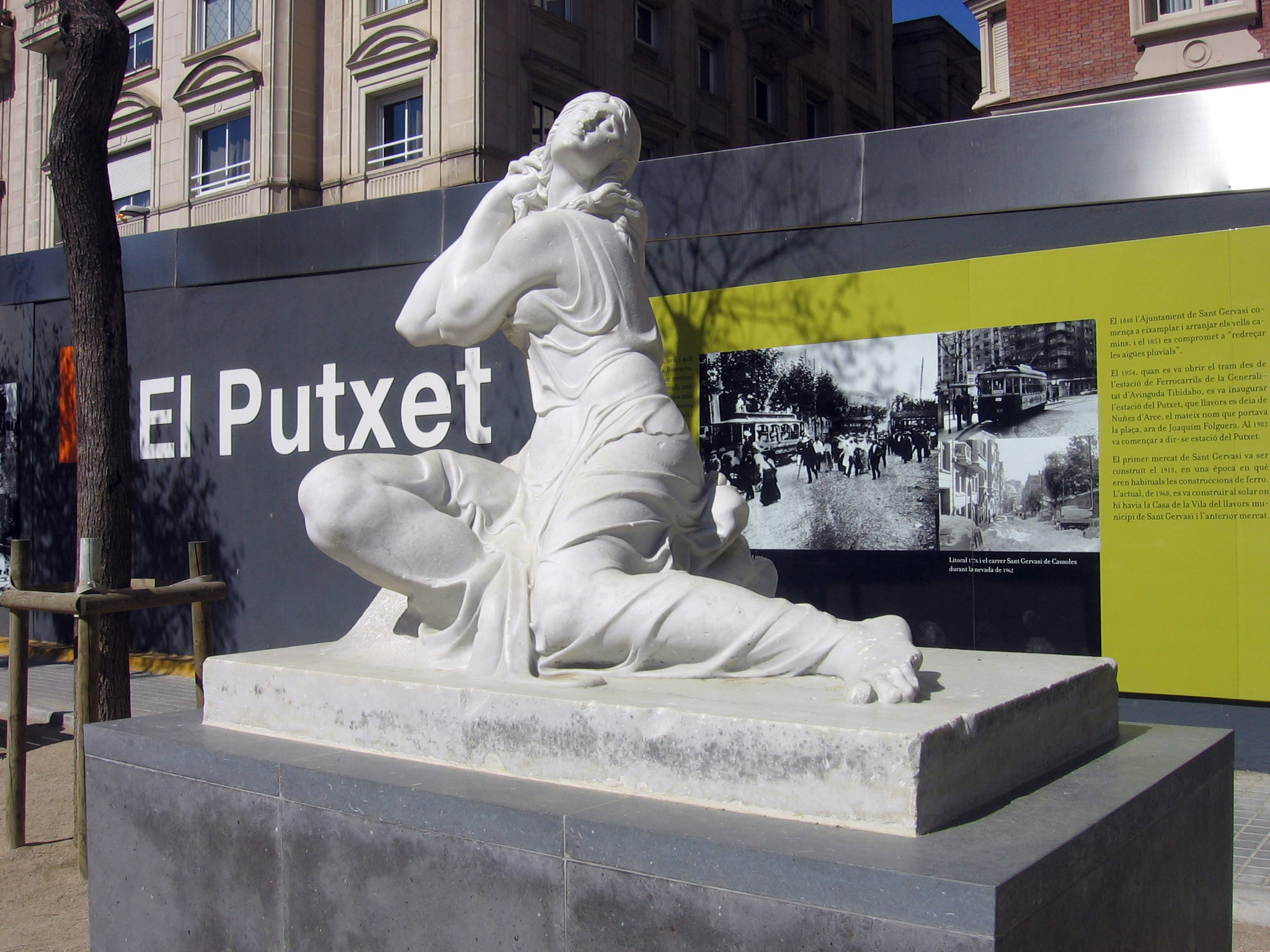
Ninfa que se peina, plaza Joaquim Folguera.
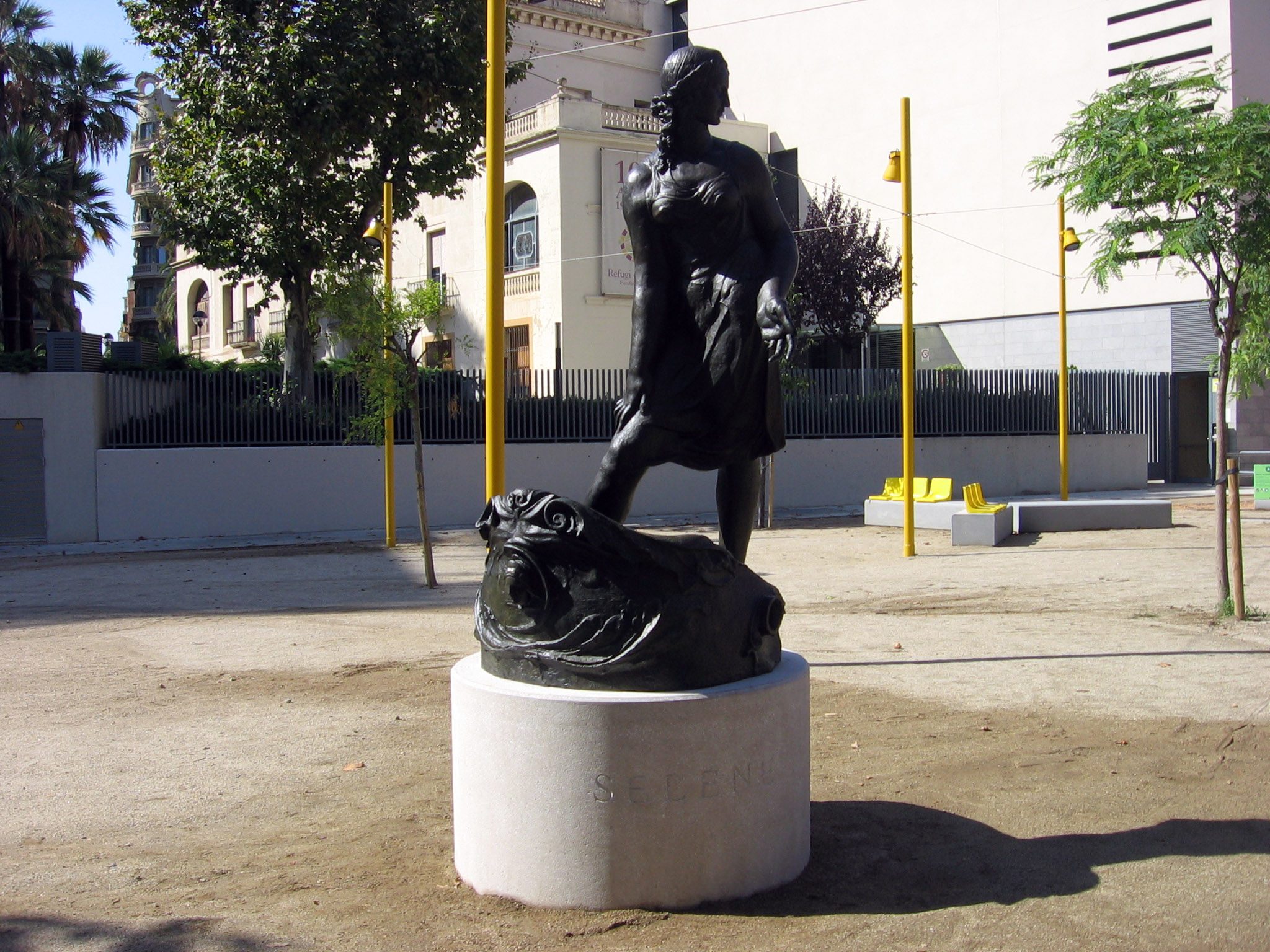
Selene, avenida de Vallcarca.
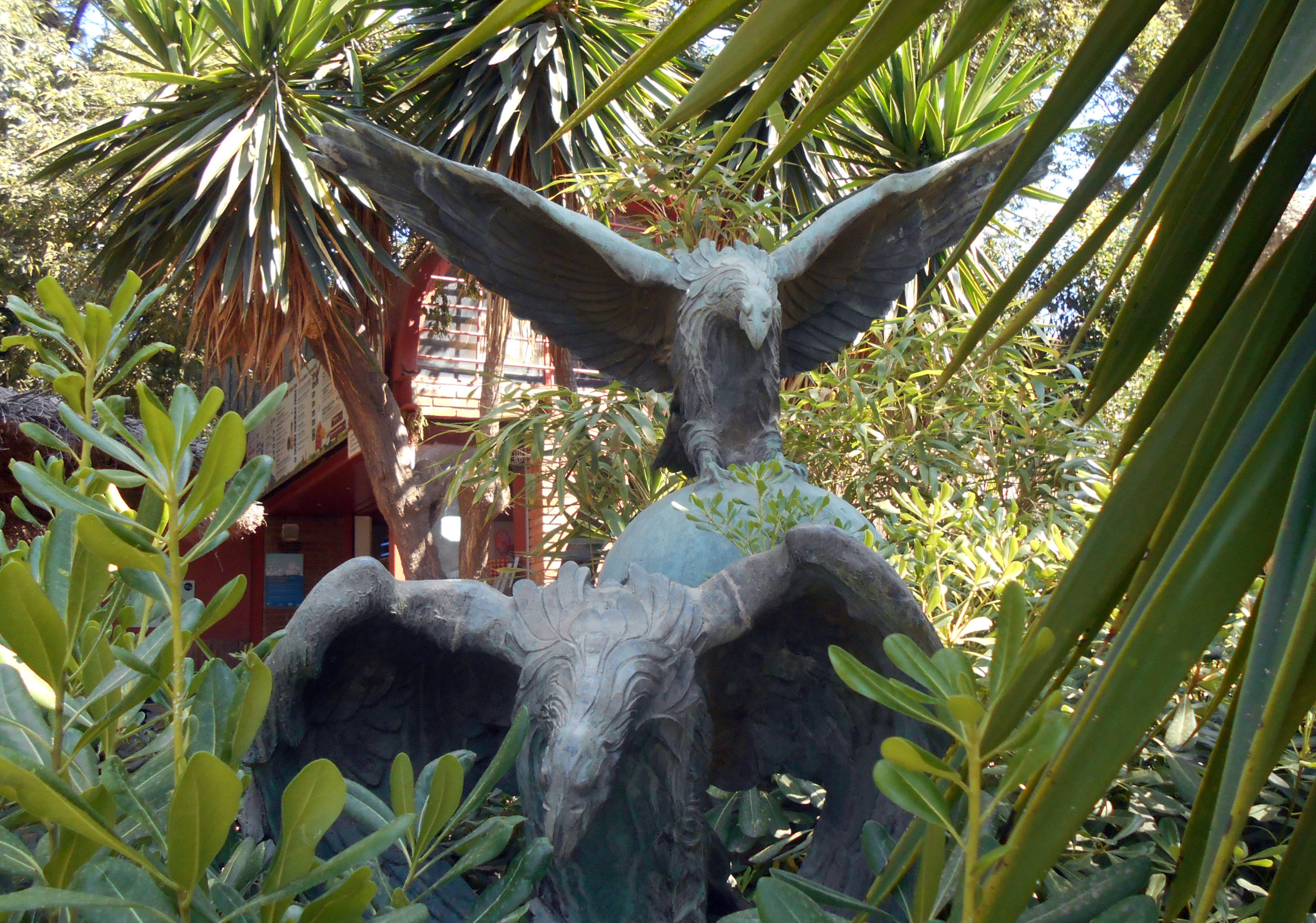
Águilas, Zoo de Barcelona.